# Scincella huanrenensis
Scincella huanrenensis (земляний сцинк Барбура) — вид сцинкоподібних ящірок родини сцинкових (Scincidae). Мешкає в Китаї і Кореї.

## Поширення і екологія
Scincella huanrenensis мешкають в китайській провінції Ляонін, де були зафіксовані в повіті Хуаньжень, а також в Кореї. Вони живуть в лісах, серед скельних виступів. Є яйцеживородними, з кінця липня до кінця серпня відкладають 2-5 кладок.

## Збереження
МСОП класифікує цей вид як такий, що перебуває на межі зникнення. Scincella huanrenensis загрожує знищення природного середовища.